# Лемцюгова Валентина Петрівна
Валентина Петрівна Лемцюгова (біл. Валянціна Пятроўна Лемцюгова; 19 грудня 1935, с. нова Алакюль, Ленінградська область — 3 березня 2018, Мінськ) — білоруська мовознавчиня. Докторка філологічних наук (1987), професорка.

## Біографія

### Раннє життя
Валентина Лемцюгова народилася в Паргаловському районі Ленінградської області, куди її батьки приїхали у 1933 році на роботу, щоб вступити до «зразкового» колгоспу на кордоні з Фінляндією. У 1940 році, коли почалася радянсько-фінська війна, загинув батько, сім'я переїхала у Могильовщину.

### Освіта
Закінчила Білоруський державний університет. Працювала вчителем білоруської, російської та німецької мов у школах Воложинського району.

### Кар'єра
З 1961 року працювала в Інституті мовознавства АН БРСР. Голова Республіканської топонімічної комісії при Національній академії наук Білорусі.
Досліджувала сучасну білоруську мову та ономастику. Вона мала понад 200 наукових праць, присвячених становленню та функціонуванню східнослов’янської ойкономіки. Вона очолювала ономастичну школу в Республіці Білорусь, засновану в 1960-х роках Миколаєм Бірилою.

### Кінець життя
Валентина Петрівна Лемцюгова померла 3 березня 2018 року.